# Danh sách tập phim Chú cừu Shaun
Dưới đây là danh sách các tập của loạt phim hài dành cho trẻ em Chú cừu Shaun của Aardman Animations theo thứ tự thời gian phát sóng lần đầu trên BBC One & CBBC.

## Tổng quan

### Các phần thường xuyên
| Mùa | Mùa      | Số tập   | Số tập   | Phát hành gốc        | Phát hành gốc        | Phát hành gốc |
| Mùa | Mùa      | Số tập   | Số tập   | Phát hành lần đầu    | Phát hành lần cuối   | Network       |
| --- | -------- | -------- | -------- | -------------------- | -------------------- | ------------- |
|     | 1        | 40       | 40       | 5 tháng 3 năm 2007   | 14 tháng 9 năm 2007  | CBBC          |
|     | 2        | 40       | 40       | 23 tháng 11 năm 2009 | 17 tháng 12 năm 2010 | CBBC          |
|     | 3        | 20       | 20       | 26 tháng 11 năm 2012 | 20 tháng 12 năm 2012 | CBBC          |
|     | 4        | 30       | 30       | 4 tháng 2 năm 2013   | 13 tháng 9 năm 2013  | CBBC          |
|     | 5        | 20       | 20       | 5 tháng 9 năm 2016   | 18 tháng 11 năm 2016 | CBBC          |
|     | 6        | 20       | 20       | 16 tháng 3 năm 2020  | 16 tháng 3 năm 2020  | Netflix       |
|     | Đặc biệt | Đặc biệt | Đặc biệt | 26 tháng 12 năm 2015 | 3 tháng 12 năm 2021  | BBC, Netflix  |

### Phim điện ảnh
| Phim | Phim                                 | Người viết                                 | Ngày phát sóng       | Ngày phát sóng      |
| Phim | Phim                                 | Người viết                                 | Vương quốc Anh       | Hoa Kỳ              |
| ---- | ------------------------------------ | ------------------------------------------ | -------------------- | ------------------- |
|      | Shaun the Sheep Movie                | Mark Burton và Richard "Golly" Goleszowski | 6 tháng 2 năm 2015   | 5 tháng 8 năm 2015  |
|      | A Shaun the Sheep Movie: Farmageddon | Richard "Golly" Goleszowski                | 18 tháng 10 năm 2019 | 14 tháng 2 năm 2020 |

### Phần đặc biệt
| Phần đặc biệt | Phần đặc biệt                         | Số tập | Ngày phát sóng gốc | Ngày phát sóng gốc  |
| Phần đặc biệt | Phần đặc biệt                         | Số tập | Bắt đầu            | Kết thúc            |
| ------------- | ------------------------------------- | ------ | ------------------ | ------------------- |
|               | Shaun the Sheep (Mossy Bottom Shorts) | 15     | 7 tháng 3 năm 2012 | 13 tháng 6 năm 2012 |
|               | Shaun The Sheep Championsheeps        | 21     | 2 tháng 7 năm 2012 | 13 tháng 7 năm 2012 |

## Các tập phim

### Phần 1 (2007)
Phần 1 sử dụng tính năng ghi khung hình đơn bằng SDTV máy quay video chuyên nghiệp để tạo hoạt ảnh.
| Tập. # | #  | Tiêu đề                       | Đạo diễn           | Viết bởi                         | Kịch bản                        | Ngày phát sóng gốc  |
| --- | -- | ----------------------------- | ------------------ | -------------------------------- | ------------------------------- | ------------------- |
| 1 | 1  | "Off The Baa!"                | Christopher Sadler | Ian Carney                       | Dave Vinicombe                  | 5 tháng 3 năm 2007  |
| Sau khi tình cờ bắt được một bắp cải, đàn cừu liền dùng nó để chơi bóng đá. Các chú heo nhìn thấy liền tìm cách cướp bắp cải để ăn. Tuy nhiên, cuối cùng quả bắp cải lại văng trúng miệng một chú chim nuốt phải. Bụng chú chim khốn khổ đó phình to ra và chú ta rất vất vả mới bay được.                                                                                       |    |                               |                    |                                  |                                 |                     |
| 2 | 2  | "Bathtime"                    | Christopher Sadler | Richard Goleszowski & Rob Dudley | J.P. Vine                       | 5 tháng 3 năm 2007  |
| Cừu Shaun và cả bầy phải tắm trong một ngày lạnh giá. Chúng phải tìm mọi cách để lấy được nước nóng từ nhà người nông dân, và kết quả là người chủ trại phải tắm bằng nước nóng trong bồn rửa chén. |    |                               |                    |                                  |                                 |                     |
| 3 | 3  | "Shape Up with Shaun"         | Christopher Sadler | Lee Pressman                     | J.P. Vine                       | 6 tháng 3 năm 2007  |
| Shirley do quá béo nên rất khó khăn trong việc di chuyển qua các cánh cửa. Cả đàn phải bận rộn để làm Shirley có thân hình thon gọn hơn. Tuy nhiên, một sự cố bất ngờ đã làm cả đàn có dịp ăn các bánh ngọt làm cả đàn béo phì và Shaun phải đặt ra các bài tập mới. |    |                               |                    |                                  |                                 |                     |
| 4 | 4  | "Timmy in a Tizzy"            | Rich Webber        | Julie Jones                      | Gareth Owen and Rob Richards    | 6 tháng 3 năm 2007  |
| Cừu con Timmy thức dậy và khóc nhè rất to lúc nửa đêm vì gặp ác mộng, ngay lập thức Shaun đưa cho nó con gấu bông. Nhưng sáng hôm sau chú gấu bông của Timmy đã bị người nông dân lấy mất. Shaun và hai người bạn trong đàn phải tìm cách lấy lại giúp chú gấu bông đó để giúp Timmy hết khóc. Tuy nhiên Shaun và 2 người bạn lại bị dính bẫy của con vật do người nông dân mua! |    |                               |                    |                                  |                                 |                     |
| 5 | 5  | "Scrumping"                   | Dave Osmand        | Sarah Ball                       | Jason Comley                    | 7 tháng 3 năm 2007  |
| Cả đàn muốn được ăn táo. Nhưng cây táo lại mọc chỗ các chú heo xấu tính. Shaun đã dùng mọi cách để lấy được táo, từ xin xỏ đến ăn trộm, nhưng đều thất bại. Tuy nhiên, sự tham làm của các chú heo vô tình đã làm bay hết táo sang chỗ đàn cừu. |    |                               |                    |                                  |                                 |                     |
| 6 | 6  | "Still Life"                  | Christopher Sadler | Ian Carney                       | JP Vine                         | 7 tháng 3 năm 2007  |
| Người nông dân hào hứng làm họa sĩ sơn dầu. Tuy nhiên, khi hết sơn trắng, ông đi lấy thêm sơn thì cả đàn cừu đã làm đổ vỡ màu sắc lộn xộn. Người nông dân rất tức giận, nhưng ông đổi giận làm vui khi bán được bức tranh hỏng với giá hời. |    |                               |                    |                                  |                                 |                     |
| 7 | 7  | "Mower Mouth"                 | Rich Webber        | Glenn Dakin                      | J.P. Vine                       | 8 tháng 3 năm 2007  |
| Mower Mouth là một chú dê ăn tất cả mọi thứ mà cậu ta nhìn thấy, giống như Shirley nhưng Shirley chỉ ăn vật nhỏ. Dây cột cậu ta bị tuột và Shaun vô tình phải có một chuyến dạo chơi bất đắc dĩ. Cuối cùng, người nông dân cũng biết cách làm gì với năng lực của chú dê. |    |                               |                    |                                  |                                 |                     |
| 8 | 8  | "Take Away"                   | Christopher Sadler | Richard Goleszowski & Rob Dudley | Dave Vinicombe and Eve Coy      | 8 tháng 3 năm 2007  |
| Shaun và đàn cừu tìm cách mua một số bánh pizza bằng cách cải trang thành một con người. Mưu kế tưởng chừng thất bại khi cậu bé bán bánh không chấp nhận các thứ mà những chú cừu đưa ra để thanh toán, một cái chú cừu chưa đổi là con ếch. Cuối cùng cả đàng có đủ Pizza để ăn. Người nông dân đi ra thấy người nộm chứa đầy hộp Pizza"rỗng"và bỏ chạy.                        |    |                               |                    |                                  |                                 |                     |
| 9 | 9  | "The Bull"                    | Rich Webber        | Trevor Ricketts                  | Jasom Comley                    | 9 tháng 3 năm 2007  |
| Chú bò đực hung hăng húc vào mảnh khăn đỏ mà Shaun vô tình cầm trên tay. Các chú heo nghịch ngợm bèn gài bẫy sơn đỏ đàn cừu. Shaun vất vả mới làm chú bò ngừng tấn công và những chú heo phải chịu hậu quả trò nghịch của mình. Shaun và Bitzer phải lên kế hoạch để dọn sạch đống lộn xộn trước khi người nông dân nhìn thấy.                                                   |    |                               |                    |                                  |                                 |                     |
| 10 | 10 | "Saturday Night Shaun"        | Christopher Sadler | Julie Jones                      | Sylvia Bennion                  | 9 tháng 3 năm 2007  |
| Shaun sử dụng máy quay đĩa cũ của Người nông dân cho một bữa tiệc khiêu vũ, nhưng lũ heo đã can thiệp vào bữa tiệc bằng cách chơi nhạc rock. Trong khi đó, Người nông dân cố gắng làm cho máy nghe nhạc mới của mình hoạt động nhưng gặp sự cố. |    |                               |                    |                                  |                                 |                     |
| 11 | 11 | "The Kite"                    | Christopher Sadler | Richard Goleszowski & Rob Dudley | Sylvia Bennion                  | 12 tháng 3 năm 2007 |
| Một con diều xuất hiện trên cánh đồng cừu nhưng bị mắc kẹt trên cây. Shaun và cả đàn nỗ lực để lấy nó xuống. |    |                               |                    |                                  |                                 |                     |
| 12 | 12 | "Little Sheep of Horrors"     | Christopher Sadler | Lee Pressman                     | Rob Richards                    | 12 tháng 3 năm 2007 |
| Timmy mạo hiểm vào nhà Người nông dân để xem một bộ phim kinh dị. Trong khi đó, bầy cừu hợp tác để đưa Timmy về nhà, khiến Người nông dân bối rối. |    |                               |                    |                                  |                                 |                     |
| 13 | 13 | "Buzz Off Bees"               | Christopher Sadler | Julie Jones                      | Jason Comley                    | 13 tháng 3 năm 2007 |
| Bitzer và bầy cừu gặp phải một đàn ong và họ cố gắng đánh lừa. |    |                               |                    |                                  |                                 |                     |
| 14 | 14 | "Fleeced"                     | Christopher Sadler | Charles Hodges                   | Dave Vinicombe and Rob Richards | 13 tháng 3 năm 2007 |
| Đó là ngày cắt tóc cho đàn, nhưng những nỗ lực tạo kiểu của Người nông dân đã truyền cảm hứng cho cả đàn nghỉ ngơi và lên kế hoạch thực hiện nhiệm vụ đến thẩm mỹ viện ở trung tâm thành phố. |    |                               |                    |                                  |                                 |                     |
| 15 | 15 | "Shaun Shoots the Sheep"      | Dave Osmand        | Lee Pressman                     | Dave Vinicombe                  | 14 tháng 3 năm 2007 |
| Shaun tìm thấy một chiếc máy ảnh do một số người cắm trại để lại và lấy nó đi, nhưng Bitzer và lũ heo lại có kế hoạch khác. |    |                               |                    |                                  |                                 |                     |
| 16 | 16 | "Big Top Timmy"               | Rich Webber        | Lee Pressman                     | Gareth Owen and Rob Richards    | 14 tháng 3 năm 2007 |
| Timmy mạo hiểm ra ngoài và bị mê hoặc bởi gánh xiếc. Shaun và cả đàn lên kế hoạch để đưa chú trở lại trước khi Người nông dân nhận ra nó đã biến mất khỏi trang trại. |    |                               |                    |                                  |                                 |                     |
| 17 | 17 | "Fetching"                    | Rich Webber        | Richard Goleszowski & Rob Dudley | Dave Vinicombe                  | 15 tháng 3 năm 2007 |
| Sự mê hoặc của Bitzer với một con chó cái khiến anh mất tập trung vào đàn cừu. Shaun và Bitzer cố gắng tập trung vào đàn. |    |                               |                    |                                  |                                 |                     |
| 18 | 18 | "Mountains Out of Molehills"  | Dave Osmand        | Ian Carney                       | JP Vine                         | 15 tháng 3 năm 2007 |
| Điệu nhảy của đàn bị gián đoạn bởi một con chuột chũi nghịch ngợm. Shaun và cả đàn thử dùng chiến thuật leo thang để xua đuổi nó. |    |                               |                    |                                  |                                 |                     |
| 19 | 19 | "Who's the Mummy?"            | Dave Osmand        | Trevor Ricketts                  | Charles Hodges                  | 16 tháng 3 năm 2007 |
| Một đàn gà con mới nở gắn bó với Shaun vì nghĩ rằng anh là mẹ của chúng. Sau một thời gian, Shaun không thể loại bỏ chúng đủ nhanh và cố gắng tìm gà mái mẹ. |    |                               |                    |                                  |                                 |                     |
| 20 | 20 | "Things That Go Bump"         | Dave Osmand        | Glenn Dakin                      | Eve Coy                         | 16 tháng 3 năm 2007 |
| Những trò đùa Halloween trong đêm làm phiền giấc ngủ của cả đàn. Shaun và Bitzer điều tra và thủ phạm sớm bị phát hiện. |    |                               |                    |                                  |                                 |                     |
| 21 | 21 | "Abracadabra"                 | Darren Walsh       | Richard Goleszowski & Rob Dudley | Christopher Sadler              | 3 tháng 9 năm 2007  |
| Khi Người nông dân quyết định vứt bỏ bộ ảo thuật của mình, Shaun quyết định biểu diễn, nhưng mọi chuyện trở nên vượt quá tầm kiểm soát khi cả đàn bắt đầu biến mất. |    |                               |                    |                                  |                                 |                     |
| 22 | 22 | "Sheep on the Loose"          | Mike Mort          | Sarah Ball                       | TBA                             | 3 tháng 9 năm 2007  |
| Khi cả bầy lên xe buýt đến công viên giải trí ở địa phương, Shaun lo sợ rằng Người nông dân sẽ phát hiện ra. Anh ta cố gắng che giấu sự thật với Người nông dân trong khi Bitzer lẻn đến công viên giải trí để tìm những con cừu bị mất. |    |                               |                    |                                  |                                 |                     |
| 23 | 23 | "Washday"                     | Jay Grace          | Charles Hodges                   | Rob Richards                    | 4 tháng 9 năm 2007  |
| Những chú cừu sử dụng cột phơi quần áo của Người nông dân làm vòng quay vui vẻ,nhưng quần áo bị dơ bẩn và phải giặt lại (sau đó khâu lại) trước khi Người nông dân quay lại. |    |                               |                    |                                  |                                 |                     |
| 24 | 24 | "The Visitor"                 | Lee Wilton         | Trevor Ricketts                  | Sylvia Bennion                  | 4 tháng 9 năm 2007  |
| Khi một con tàu vũ trụ kỳ lạ hạ cánh xuống trang trại, Shaun và đồng đội đã giúp chiếc tàu vũ trụ của người ngoài hành tinh nhỏ bé màu xanh lá cây bay lên không trung trở lại. |    |                               |                    |                                  |                                 |                     |
| 25 | 25 | "Shaun the Farmer"            | Andy Symanowski    | Sarah Ball                       | Dave Vinicombe                  | 5 tháng 9 năm 2007  |
| Người nông dân bị ốm và phải nằm trên giường, Bitzer đóng vai y tá và một người chơi điện tử trong phòng ngủ của chính anh ta. Do đó, Shaun được giao công việc xử lý các công việc hàng ngày xung quanh trang trại, nhưng kết quả thật thảm hại. |    |                               |                    |                                  |                                 |                     |
| 26 | 26 | "Tooth Fairy"                 | Jay Grace          | Sara Barbas                      | Sylvia Bennion and JP Vine      | 5 tháng 9 năm 2007  |
| Bitzer bị đau răng và Shaun nhận công việc nha sĩ nhưng không thể lấy ra được. Sau khi nhổ răng thành công tại phòng khám thú y, Bitzer hy vọng Tiên răng sẽ cho anh ta một đồng xu. Thay vào đó, Tiên để lại cho anh một bàn chải đánh răng và kem đánh răng vào sáng hôm sau, anh chấp nhận.                                                                                   |    |                               |                    |                                  |                                 |                     |
| 27 | 27 | "Bitzer Puts His Foot in It"  | Jay Grace          | Lee Pressman                     | Rob Richards                    | 6 tháng 9 năm 2007  |
| Người nông dân nhờ Bitzer bảo vệ một số bê tông mới đổ. Tuy nhiên, mọi chuyện trở nên không ổn khi Shaun và cả đàn sử dụng nó làm Đại lộ Danh vọng Hollywood và họ phải nỗ lực khắc phục tình trạng lộn xộn. |    |                               |                    |                                  |                                 |                     |
| 28 | 28 | "Hiccups"                     | Mike Mort          | Charles Hodges                   | TBA                             | 6 tháng 9 năm 2007  |
| Shirley uống chai nước trái cây của Bitzer quá nhanh và bị nấc cụt. Shaun cố gắng giúp đỡ bằng tất cả các thủ thuật thông thường, nhưng không có thủ thuật nào hiệu quả. Cuối cùng, chứng nấc cụt của Shirley cũng được chữa khỏi bằng một cảnh tượng khó tin: chứng kiến cặp mông trần trụi của Người nông dân.                                                                 |    |                               |                    |                                  |                                 |                     |
| 29 | 29 | "If You Can't Stand the Heat" | Andy Symanowski    | James Cary                       | Rob Richards and Dave Vinicombe | 7 tháng 9 năm 2007  |
| Một ngày nóng như thiêu đốt, Bầy cừu đang cố gắng hạ nhiệt trong đống cừu, nhưng chỉ có Người nông dân đang tắm nắng và Bitzer chặn đường họ. Tuy nhiên, đàn cừu quyết tâm giành lấy cơ hội cho chính mình. |    |                               |                    |                                  |                                 |                     |
| 30 | 30 | "Sheepwalking"                | JP Vine            | Glenn Dakin                      | TBA                             | 7 tháng 9 năm 2007  |
| Đó là một đêm yên bình ở trang trại cho đến khi Shaun bắt đầu mộng du, lúc đó anh đã gây ra rắc rối mà không hề hay biết. Cả bầy không thể cưỡng lại bản năng tự nhiên của mình để đi theo, đã khiến tình hình trở nên tồi tệ hơn. |    |                               |                    |                                  |                                 |                     |
| 31 | 31 | "Tidy Up"                     | JP Vine            | Ian Carney                       | Rob Richards                    | 10 tháng 9 năm 2007 |
| Bitzer được yêu cầu đi đổ rác nhưng khi chiếc túi bị rách, kết quả là một cánh đồng bừa bộn. Người nông dân ra lệnh cho Bitzer dọn dẹp nó, nhưng anh ta đã phạm sai lầm khi nhờ Shaun và đồng đội giúp đỡ. Mọi chuyện trở nên tồi tệ hơn khi họ sử dụng máy hút bụi. |    |                               |                    |                                  |                                 |                     |
| 32 | 32 | "The Farmer's Niece"          | Andy Symanowski    | Ian Carney                       | Dave Vinicombe and JP Vine      | 10 tháng 9 năm 2007 |
| Khi cháu gái Nông dân đến thăm, Shaun và Bitzer nhanh chóng phát hiện ra cô ấy không dễ thương và đáng yêu như vẻ ngoài. |    |                               |                    |                                  |                                 |                     |
| 33 | 33 | "Camping Chaos"               | Mike Mort          | Julie Jones                      | TBA                             | 11 tháng 9 năm 2007 |
| Khi một du khách dựng trại và vứt rác bừa bãi trên bãi thả cừu và sau đó đi khám phá cùng Bitzer, Shaun và cả bầy quyết định tự mình khám phá. |    |                               |                    |                                  |                                 |                     |
| 34 | 34 | "Helping Hound"               | Darren Walsh       | Richard Goleszowski & Rob Dudley | Michael Salter                  | 11 tháng 9 năm 2007 |
| Người nông dân quyết định mua một con chó chăn cừu robot, nhưng khi nó thậm chí còn nghiêm khắc hơn Bitzer, Shaun quyết định nó phải đi. |    |                               |                    |                                  |                                 |                     |
| 35 | 35 | "Troublesome Tractor"         | Mike Mort          | Richard Goleszowski & Rob Dudley | TBA                             | 12 tháng 9 năm 2007 |
| Chiếc máy kéo dường như đã sẵn sàng cho đống phế liệu và Người nông dân hầu như không đủ khả năng mua một chiếc mới. Tuy nhiên, đàn cừu có kế hoạch giúp đỡ anh ta. |    |                               |                    |                                  |                                 |                     |
| 36 | 36 | "Stick with Me"               | JP Vine            | Glenn Dakin                      | TBA                             | 12 tháng 9 năm 2007 |
| Bitzer dán chiếc gọng kính bị gãy của Người nông dân lại với nhau, nhưng khi cả đàn chạm móng guốc vào ống keo, mọi thứ bắt đầu trở nên rất dính. |    |                               |                    |                                  |                                 |                     |
| 37 | 37 | "Heavy Metal Shaun"           | Mike Mort          | Lee Pressman                     | Sylvia Bennion                  | 13 tháng 9 năm 2007 |
| Người nông dân kiểm tra bãi cỏ bằng máy dò kim loại. Khi Shaun và Bitzer thử, họ "phát hiện" một mối đe dọa kim loại đằng sau hàng rào. |    |                               |                    |                                  |                                 |                     |
| 38 | 38 | "Snore-Worn Shaun"            | Darren Walsh       | Elly Brewer                      | JP Vine                         | 13 tháng 9 năm 2007 |
| Tiếng ngáy của Shirley khiến cả đám không ngủ được, vì vậy Shaun quyết định rằng cách duy nhất để có được một giấc ngủ yên bình là đưa nó ra khỏi nhà kho. |    |                               |                    |                                  |                                 |                     |
| 39 | 39 | "Save the Tree"               | JP Vine            | Trevor Ricketts                  | Dave Vinicombe                  | 14 tháng 9 năm 2007 |
| Người nông dân muốn chặt bỏ cái cây trên cánh đồng của Shaun để lấy củi. Tuy nhiên, Cả bầy phải thực hiện những biện pháp tuyệt vọng để ngăn cái cây yêu quý của họ bị đốn hạ. |    |                               |                    |                                  |                                 |                     |
| 40 | 40 | "Shaun Encounters"            | Lee Wilton         | Charles Hodges                   | Sylvia Bennion                  | 14 tháng 9 năm 2007 |
| Hai đứa trẻ ngoài hành tinh đáp xuống trang trại vào một đêm và gây náo loạn. Shaun và Bitzer cố gắng ngăn chặn chúng trước khi Người nông dân phát hiện ra. |    |                               |                    |                                  |                                 |                     |

### Phần 2 (2009–10)
Phần 2 gồm 40 tập bổ sung bắt đầu phát sóng tại Vương quốc Liên hiệp Anh và Bắc Ireland vào ngày 23 tháng 11 năm 2009 on BBC One và BBC HD. Phim đã bắt đầu phát sóng ở Đức vào ngày 18 tháng 10 năm 2009. Đạo diễn của loạt phim là Chris Sadler.  Loạt phim này được quay bằng máy ảnh kỹ thuật số ảnh tĩnh đã được chỉnh sửa thành video độ phân giải cao.  Có những thay đổi lớn về diện mạo của các nhân vật (ví dụ: Bitzer và Pidsley hiện có lông) và trình tự tiêu đề cũng được điều chỉnh để phản ánh những thay đổi này.
| Tập # | #  | Tiêu đề                         | Ngày phát sóng gốc   |
| --- | -- | ------------------------------- | -------------------- |
| 41 | 1  | "Double Trouble"                | 23 tháng 11 năm 2009 |
| Shaun ăn mặc để trông giống Người nông dân như một con chim sơn ca và biết rằng giờ đây anh ấy có thể ra lệnh cho Bitzer, vì vậy anh ấy đã tổ chức một bữa tiệc. Tuy nhiên, Bitzer đủ thông minh để biết sự khác biệt giữa thật và giả và sau đó Người nông dân thật sự xuất hiện. |    |                                 |                      |
| 42 | 2  | "Draw the Line"                 | 24 tháng 11 năm 2009 |
| Bầy đàn cướp chiếc máy sơn vạch đường và gây hỗn loạn trong khi tạo ra những tác phẩm nghệ thuật khổng lồ trên cánh đồng. Sự đánh giá cao của Người nông dân đối với nghệ thuật của họ đang bị nghi ngờ. |    |                                 |                      |
| 43 | 3  | "Sheepless Nights"              | 25 tháng 11 năm 2009 |
| Trời đang mưa trong khi mái chuồng cừu bị hỏng và nước mưa vào. Cả bầy đi tìm đất khô ráo nhưng chỉ tìm thấy chuồng lợn được đàn lợn nhiệt tình canh gác. |    |                                 |                      |
| 44 | 4  | "Spring Lamb"                   | 26 tháng 11 năm 2009 |
| Timmy miễn cưỡng cố gắng tránh thời gian tắm, và khi cố gắng trốn thoát, anh ta bị một chiếc lò xo gắn vào đuôi. Việc bắt những con cừu con đang nảy lên và đưa nó trở lại bồn tắm trước khi nó phá hủy trang trại tùy thuộc vào đàn chiên. |    |                                 |                      |
| 45 | 5  | "Strictly No Dancing"           | 27 tháng 11 năm 2009 |
| Người nông dân bước lên sàn nhảy và cố gắng học cách khiêu vũ với Pidsley làm bạn nhảy của mình. Tiếng ồn ào mà họ tạo ra khiến lũ cừu khó chịu đến mức Shaun quyết định ngăn chúng lại. |    |                                 |                      |
| 46 | 6  | "Who's the Caddy?"              | 30 tháng 11 năm 2009 |
| Người nông dân tình cờ tìm lại những chiếc gậy chơi gôn cũ của mình và quyết định đánh một vài quả bóng xung quanh, ngay lập tức đưa lưng ra ngoài trong quá trình đó. Shaun tận dụng cơ hội để học cách chơi, trong khi Bitzer buộc phải chăm sóc người chủ bị thương của mình trong nhà. |    |                                 |                      |
| 47 | 7  | "Hair Today, Gone Tomorrow"     | 1 tháng 12 năm 2009  |
| Người nông dân đã sẵn sàng cho một buổi hẹn hò và muốn trông mình đẹp nhất, vì vậy anh ta quyết định đã đến lúc phủi sạch sợi tóc quý giá của mình. Shaun tìm thấy bộ tóc giả và không thể cưỡng lại việc thử nó nhưng lại đánh mất nó khi khoe với cả đàn. Cuộc đua bắt đầu khi Shaun và Bitzer cố gắng trả lại bộ tóc giả cho kịp đêm trọng đại của người nông dân.                                                                                             |    |                                 |                      |
| 48 | 8  | "Bagpipe Buddy"                 | 2 tháng 12 năm 2009  |
| Những chú cừu phát hiện ra một chiếc kèn túi trên bãi rác, chúng ngay lập tức xác định nhầm là đà điểu Emu bị bệnh. Họ bắt đầu cố gắng chăm sóc nó khỏe mạnh trở lại trước khi thả nó trở lại tự nhiên. |    |                                 |                      |
| 49 | 9  | "Supersize Timmy"               | 3 tháng 12 năm 2009  |
| Timmy vô tình ăn phải một quả cà chua được trồng bằng phân bón và biến nó thành King Kong của loài cừu. Shaun phải giữ đứa trẻ khổng lồ khuất tầm mắt trong khi cố gắng tìm cách đưa nó trở lại kích thước bình thường. |    |                                 |                      |
| 50 | 10 | "Lock Out"                      | 4 tháng 12 năm 2009  |
| Trong khi chuẩn bị đi ngủ, Người nông dân vô tình nhốt mình ra khỏi nhà và hiện đang mắc kẹt bên ngoài trong bộ đồ ngủ. Thay vào đó, anh quyết định qua đêm trong nhà kho, nhưng tiếng ngáy không ngừng của anh khiến cả đàn phát điên. Shaun lên kế hoạch đưa anh trở lại giường mà không đánh thức anh. |    |                                 |                      |
| 51 | 11 | "Cheetah Cheater"               | 7 tháng 12 năm 2009  |
| Một bộ phim tài liệu về động vật hoang dã đã truyền cảm hứng cho chú mèo Pidsley chơi khăm đàn cừu bằng cách cải trang thành một con báo. Shaun tin rằng có một con quái vật khổng lồ đang chạy trốn và lên kế hoạch để bắt nó. |    |                                 |                      |
| 52 | 12 | "Ewe've Been Framed"            | 8 tháng 12 năm 2009  |
| Shaun vô tình làm vỡ cặp kính của Người nông dân, anh và Bitzer phải cắt giảm công việc để cố gắng ngăn chặn người chủ thiển cận của họ gặp phải những rủi ro xung quanh trang trại. Cuối cùng, một con cừu đưa cho anh chiếc kính mới để giúp anh nhìn rõ mọi vật. |    |                                 |                      |
| 53 | 13 | "Bitzer's New Hat"              | 9 tháng 12 năm 2009  |
| Sau khi chiếc mũ của Bitzer bị hỏng, Người nông dân đưa cho Bitzer một chiếc mũ mới khủng khiếp. Bitzer rất khó chịu khi trân trọng chiếc mũ cũ của mình, nhưng đàn cừu tập hợp lại để cố gắng làm anh vui lên bằng một loạt phụ kiện đội đầu thay thế khác. |    |                                 |                      |
| 54 | 14 | "Hide and Squeak"               | 10 tháng 12 năm 2009 |
| Người nông dân bị khủng bố khi một con chuột dễ thương xuất hiện trong trang trại và con mèo Pidsley được lệnh tiêu diệt loài gặm nhấm đó. Khi chú chuột ẩn náu trong bộ lông cừu của Shaun, cả đàn thuyết phục anh bảo vệ người bạn mới của mình khỏi con mèo tàn nhẫn. |    |                                 |                      |
| 55 | 15 | "Frantic Romantic"              | 11 tháng 12 năm 2009 |
| Người nông dân cố gắng gây ấn tượng với người mới hẹn hò bằng cách nấu một bữa tối lãng mạn. Tuy nhiên, có hai vấn đề: Người nông dân không biết nấu ăn và Bitzer là một người giúp việc vô dụng. Shaun và cả đàn quyết định tự nấu ăn để mọi việc ổn thỏa. |    |                                 |                      |
| 56 | 16 | "Everything Must Go"            | 14 tháng 12 năm 2009 |
| Mọi việc phải trôi qua khi người nông dân dựng sạp thanh lý hàng bên đường và giao cho Bitzer phụ trách. Chú chó chăn cừu lười biếng sớm chán vai trò của mình và giao việc cho Shaun. Anh ta chứng tỏ mình là một người bán hàng giỏi hơn Bitzer nhiều và cả đàn chỉ quá vui mừng khi bị mắc kẹt, bán gần như mọi tài sản của Người nông dân. |    |                                 |                      |
| 57 | 17 | "Party Animals"                 | 15 tháng 12 năm 2009 |
| Người nông dân tổ chức một bữa tiệc tại nhà với trang phục sang trọng nhân ngày sinh nhật của mình. Tuy nhiên, khi Bitzer mất tất cả lời mời, Shaun lại cứu vãn tình hình. Cải trang trong bộ trang phục khéo léo của riêng mình, những chú cừu vào vai khách mời và quỳ gối. |    |                                 |                      |
| 58 | 18 | "Cat Got Your Brain?"           | 16 tháng 12 năm 2009 |
| Hai nhà khoa học ngoài hành tinh xấu xa vụng về vận chuyển chú mèo Pidsley và Shaun lên chiếc đĩa bay của họ. Thật không may, một lỗi ngu ngốc đã khiến người ngoài hành tinh phải tráo đổi bộ não của họ. Shaun và Pidsley bị ném trở lại đất liền mà không nhận ra mình đang ở nhầm cơ thể - dẫn đến nhiều sự nhầm lẫn xung quanh trang trại trước khi người ngoài hành tinh quay lại để sửa chữa sai lầm của họ. Cuối cùng, bộ não của họ đã hoán đổi trở lại. |    |                                 |                      |
| 59 | 19 | "Two's Company"                 | 17 tháng 12 năm 2009 |
| Shaun bị mê hoặc khi một con cừu mới ốm yếu tên là Lola đáp xuống đàn. Sau khi ở trong chuồng cừu, người mới đến tỏ ra khá hấp dẫn và Shaun ngay lập tức ngã gục trước cô ấy. Trong khi Bitzer thực hiện hành trình tìm kiếm chủ nhân hợp pháp của mình, cả đàn vẫn thích thú trước những trò hề lãng mạn của Shaun. |    |                                 |                      |
| 60 | 20 | "In the Doghouse"               | 18 tháng 12 năm 2009 |
| Nhà của Bitzer vô tình bị phá hủy do máy kéo của Người nông dân đâm vào, và chú chó hy vọng người nông dân sẽ thay thế nó bằng một mẫu xe cao cấp mới. Khi nhìn thấy nỗ lực vụng về của chủ nhân trong việc xây dựng một chiếc nhà mới, Bitzer đã quẫn trí đến mức thu dọn đồ đạc và rời khỏi nhà. Tuy nhiên, Shaun hy vọng có thể dụ Bitzer quay trở lại với ngôi nhà trong mơ của mình.                                                                         |    |                                 |                      |
| 61 | 21 | "The Boat"                      | 17 tháng 5 năm 2010  |
| Người nông dân được Bitzer giúp anh ta cải tạo một chiếc thuyền cũ, nhưng ngay khi anh ta quay lưng lại, lũ cừu và heo đã biến việc tân trang thành một trò chơi hải tặc hoành tráng. |    |                                 |                      |
| 62 | 22 | "What's Up, Dog?"               | 18 tháng 5 năm 2010  |
| Một người lái khinh khí cầu ương ngạnh hạ cánh xuống bãi thả cừu. Shaun và những người bạn của mình bị hấp dẫn bởi khinh khí cầu và vô tình bay lên bầu trời. Ở dưới mặt đất, Bitzer ngày càng tuyệt vọng hơn và cố gắng đưa những con cừu bướng bỉnh trở lại đất liền an toàn.. |    |                                 |                      |
| 63 | 23 | "Cock-a-Doodle Shaun"           | 19 tháng 5 năm 2010  |
| Con gà trống mất tích và không có ai đánh thức cả trang trại. Khi Shaun phát hiện ra chú gà trống đã bị con cáo tham lam bắt đi, anh cùng Bitzer lên đường thực hiện nhiệm vụ giải cứu táo bạo. |    |                                 |                      |
| 64 | 24 | "Bitzer's Basic Training"       | 20 tháng 5 năm 2010  |
| Bitzer cho rằng Người nông dân đang có ý định thay thế mình nên Shaun giúp bạn mình luyện tập. Trong khi mọi thứ ban đầu diễn ra như mong đợi, Bitzer nhanh chóng hoàn thành chế độ huấn luyện của mình và bắt đầu điều hành trang trại với độ chính xác quân sự, khiến mọi người phát điên. |    |                                 |                      |
| 65 | 25 | "Chip Off the Old Block"        | 21 tháng 5 năm 2010  |
| Người nông dân bắt đầu điêu khắc nhưng lại vô tình làm rơi một phiến đá khổng lồ lên con gấu bông của Timmy, khiến cậu ấy quẫn trí. Shaun và cả đàn phải vùng vẫy, căng thẳng để nâng được khối nặng và lấy lại món đồ chơi quý giá đó. |    |                                 |                      |
| 66 | 26 | "Pig Trouble"                   | 24 tháng 5 năm 2010  |
| Khi Bitzer bị thương ở chân và không thể làm việc, Người nông dân chọn những con heo để đảm nhận vai trò của mình. Những bầy heo cuồng quyền lực tận dụng cơ hội để biến trang trại thành thiên đường của chúng – với cái giá phải trả là lũ cừu. Bitzer cố gắng vô ích để cảnh báo chủ nhân của mình những gì đang xảy ra sau lưng, nhưng khi thất bại, Shaun quyết định bước vào và khôi phục lại trạng thái.                                                   |    |                                 |                      |
| 67 | 27 | "Bitzer from the Black Lagoon"  | 25 tháng 5 năm 2010  |
| Trong khi cố gắng lấy lại quả bóng của mình, Shaun vô tình đá văng ra ngoài, Bitzer bị rơi xuống ao bùn. Một sinh vật đầy bùn xuất hiện và Shaun tin rằng đàn cừu đang bị quái vật đầm lầy tấn công. Ngay sau khi họ quyết định rằng quái vật đầm lầy là Bitzer và cố gắng dọn dẹp hắn, đàn cừu nhận ra rằng họ đang dọn dẹp một con quái vật đầm lầy thực sự thì Bitzer thật xuất hiện.                                                                          |    |                                 |                      |
| 68 | 28 | "Zebra Ducks of the Serengeti"  | 26 tháng 5 năm 2010  |
| Sau khi dính đầy vết khói, hai chú vịt xui xẻo bị nhầm là cặp Vịt vằn châu Phi quý hiếm. Thấy cách kiếm tiền, người nông dân biến bãi thả của Shaun thành một chuồng vịt kỳ lạ, và anh vui vẻ mở cửa cho công chúng. Shaun không đánh giá cao việc mất lĩnh vực của mình và bắt đầu vạch trần hành vi gian lận, trong khi Bitzer cố gắng ngăn anh ta làm điều đó.                                                                                                 |    |                                 |                      |
| 69 | 29 | "Whistleblower"                 | 27 tháng 5 năm 2010  |
| Bitzer đánh mất chiếc còi quý giá của mình và thử dùng một chiếc kèn trumpet để thay thế. Chẳng bao lâu sau, sức mạnh của chiếc kèn truyền vào đầu anh ấy và sự phô trương cũng như lối chơi theo phong cách nhạc jazz của anh đã thúc đẩy Mower Mouth và Flock đi vòng quanh. |    |                                 |                      |
| 70 | 30 | "The Big Chase"                 | 28 tháng 5 năm 2010  |
| Khi Timmy lái chiếc xe mô tô 4 bánh mới của Người nông dân, Shaun, Bitzer và cả đàn phải đuổi theo bằng mọi cách. Rất nhanh chóng, một nửa số con vật trong trang trại đã tham gia vào cuộc rượt đuổi. Họ phải chặn Timmy lại và trả lại chiếc xe đạp bốn bánh trước khi người nông dân phát hiện ra. |    |                                 |                      |
| 71 | 31 | "The Magpie"                    | 6 tháng 12 năm 2010  |
| Tổ của một con chim quạ độc ác chứa đầy đồ ăn trộm quanh trang trại, khiến Shaun nảy ra ý tưởng đánh lừa con chim ăn trộm. (Phát sóng tại Đức vào ngày 13 tháng 6 năm 2010) |    |                                 |                      |
| 72 | 32 | "Operation Pidsley"             | 7 tháng 12 năm 2010  |
| Những chú cừu tổ chức một bữa tiệc lớn trong nhà, nhưng Pidsley đã ghi lại những trò hề của chúng trên máy ảnh lấy liền, buộc Shaun và Bitzer phải làm việc cùng nhau để ngăn nó lại cho người nông dân xem những bức ảnh. (Phát sóng tại Úc ngày 27 tháng 7 năm 2010) |    |                                 |                      |
| 73 | 33 | "Pig Swill Fly"                 | 8 tháng 12 năm 2010  |
| Một thanh tra đáng sợ đến thăm trang trại và Bitzer cố gắng ngăn chặn thảm kịch khi cuộc chiến nổ ra giữa heo và cừu. |    |                                 |                      |
| 74 | 34 | "Shirley Whirley"               | 9 tháng 12 năm 2010  |
| Shirley được thiết lập một bộ điều khiển từ xa để Shaun có thể điều khiển di chuyển cô ấy dễ dàng, nhưng chiếc điều khiển TV của người nông dân lại gây nhiễu tín hiệu. |    |                                 |                      |
| 75 | 35 | "Foxy Laddie"                   | 10 tháng 12 năm 2010 |
| Một con cáo đến trang trại cải trang thành một con cừu đực và cố gắng xâm nhập vào đàn để ăn thịt Timmy. |    |                                 |                      |
| 76 | 36 | "Shaun Goes Potty"              | 13 tháng 12 năm 2010 |
| Bitzer và đàn cừu cùng chơi một ván bi-a trên bàn bi-a mới của Người nông dân nhưng vô tình làm hỏng nó. |    |                                 |                      |
| 77 | 37 | "An Ill Wind"                   | 14 tháng 12 năm 2010 |
| Người nông dân nhận được hóa đơn tiền điện khổng lồ và quyết định chế tạo một tuabin gió để cung cấp năng lượng cho ngôi nhà. Tuy nhiên, ngay khi anh quay lưng lại, Shaun và bầy đàn đã biến cỗ máy mới thành một chuyến đi hội chợ tương lai. (Phát sóng tại Đức vào ngày 12 tháng 9 năm 2010) |    |                                 |                      |
| 78 | 38 | "Fireside Favourite"            | 15 tháng 12 năm 2010 |
| Chú mèo Pidsley rất khó chịu khi vị trí yêu thích của nó bị Bitzer chiếm mất, người bị nhốt trong nhà khi bị cảm lạnh. |    |                                 |                      |
| 79 | 39 | "Snowed In"                     | 16 tháng 12 năm 2010 |
| Mọi người tỉnh dậy và thấy trang trại phủ đầy tuyết, nhưng trong khi đàn cừu chơi trò ném bóng tuyết lớn thì người nông dân bị mắc kẹt bên trong trang trại. |    |                                 |                      |
| 80 | 40 | "We Wish Ewe A Merry Christmas" | 17 tháng 12 năm 2010 |
| Đàn cừu biết được Người nông dân sẽ trải qua Ngày Giáng sinh một mình nên các con vật trang trí ngôi nhà trong trang trại để mang lại cho ông khoảng thời gian kỳ diệu. |    |                                 |                      |

### Phần 3 (2012)
Bitzer quay lại mà không có lông, nhưng Pidsley bị "đá" ra ngoài sau mùa 2. Kính của ông chủ và con bò đực đã thay đổi. Ngoài ra, bài hát chủ đề còn được Vic Reeves thu âm lại. Tất cả các tập được chiếu ở Đức trên kênh KiKa từ ngày 30 tháng 11 đến ngày 9 tháng 12 năm 2012. Ở Anh, phim chiếu từ ngày 25 tháng 2 năm 2013 đến ngày 21 tháng 3 năm 2013 trên kênh CBBC.
| Tập # | #  | Tiêu đề              | Ngày phát sóng gốc   | Ngày phát sóng (Anh)     |
| --- | -- | -------------------- | -------------------- | ------------------------ |
| 81 | 1  | "The Stand Off"      | 30 tháng 11 năm 2012 | 25 tháng 2 năm 2013      |
| Trên đường xảy ra ùn tắc giao thông và Shaun cùng đàn không thể vượt qua. Bitzer quyết định để họ đi qua một chiếc xe tải, nhưng sau đó phải cứu họ khi họ không đi ra phía bên kia.                                                                        |    |                      |                      |                          |
| 82 | 2  | "The Coconut"        | 1 tháng 12 năm 2012  | 26 tháng 2 năm 2013      |
| Người nông dân giành được một quả dừa từ lễ hội hóa trang. Shaun và Bitzer chạm tay vào nó và cố gắng mở nó ra. |    |                      |                      |                          |
| 83 | 3  | "The Shepherd"       | 3 tháng 12 năm 2012  | 27 tháng 2 năm 2013      |
| Người nông dân tham gia cuộc thi chăn cừu để cố gắng giành được cúp vô địch. |    |                      |                      |                          |
| 84 | 4  | "You Missed A Bit"   | 2 tháng 12 năm 2012  | 28 tháng 2 năm 2013      |
| Việc lau cửa sổ tỏ ra khó hơn rất nhiều so với người tưởng đối với Shaun và Bitzer, những người quyết định giao công việc cho bầy đàn và sớm hối hận về quyết định của mình.                                                                                |    |                      |                      |                          |
| 85 | 5  | "Let's Spray"        | 8 tháng 12 năm 2012  | 7 tháng 4 năm 2014 (DVD) |
| Shaun và Timmy quyết định làm nghệ thuật graffiti, khiến Bitzer gặp rắc rối. Lưu ý: Tập này chỉ được chiếu ở Đức và chưa bao giờ được phát sóng ở Anh do có sử dụng hình vẽ bậy. Được phát hành trên DVD Spring Cleaning vào ngày 7 tháng 4 năm 2014.       |    |                      |                      |                          |
| 86 | 6  | "The Crow"           | 1 tháng 12 năm 2012  | 1 tháng 3 năm 2013       |
| Một tiếng quạ lớn trong chuồng khiến Shaun và đàn không thể ngủ được nên họ cố gắng tìm giải pháp. |    |                      |                      |                          |
| 87 | 7  | "Shaun The Fugitive" | 6 tháng 12 năm 2012  | 4 tháng 3 năm 2013       |
| Sau khi Shaun bị bắt gặp đang ăn bánh, một kỹ sư đã đến. Shaun nghĩ rằng mình sắp bị bắt cóc nên đã đi trốn. |    |                      |                      |                          |
| 88 | 8  | "Hard To Swallow"    | 5 tháng 12 năm 2012  | 5 tháng 3 năm 2013       |
| Shaun tìm thấy một chiếc còi gọi vịt khiến mọi người thích thú, ngoại trừ những con vịt quanh trang trại. |    |                      |                      |                          |
| 89 | 9  | "Mission Inboxible"  | 9 tháng 12 năm 2012  | 6 tháng 3 năm 2013       |
| Hôm nay Shaun thực hiện một nhiệm vụ bí mật để lấy quả bóng đá của mình từ nhà Người nông dân. Trong khi đó, người nông dân gặp sự cố với máy vi tính của mình.                                                                                             |    |                      |                      |                          |
| 90 | 10 | "Bye Bye, Barn"      | 4 tháng 12 năm 2012  | 7 tháng 3 năm 2013       |
| Người nông dân thuê hai người xây dựng để biến nhà kho thành ngôi nhà mơ ước của riêng mình. Tuy nhiên, Shaun và đàn cừu có kế hoạch cứu nhà kho. |    |                      |                      |                          |
| 91 | 11 | "The Rounders Match" | 6 tháng 12 năm 2012  | 8 tháng 3 năm 2013       |
| Shaun, bầy đàn và những chú heo thi đấu bóng chày. |    |                      |                      |                          |
| 92 | 12 | "Film Night"         | 5 tháng 12 năm 2012  | 11 tháng 3 năm 2013      |
| Shaun và Bitzer xem một số trích đoạn từ các tập phim cũ, nhưng sau đó có những bất đồng về việc họ thấy clip nào hài hước. |    |                      |                      |                          |
| 93 | 13 | "Fossils"            | 4 tháng 12 năm 2012  | 12 tháng 3 năm 2013      |
| Khi Bitzer tìm thấy hóa thạch, Shaun và cả đàn giúp anh ghép các hóa thạch lại với nhau. |    |                      |                      |                          |
| 94 | 14 | "The Skateboard"     | 8 tháng 12 năm 2012  | 13 tháng 3 năm 2013      |
| Shaun quyết định muốn thử trượt ván, nhưng một pha nguy hiểm không thành công đã dẫn đến rắc rối. |    |                      |                      |                          |
| 95 | 15 | "The Piano"          | 30 tháng 11 năm 2012 | 14 tháng 3 năm 2013      |
| Người nông dân chơi dương cầm và tra tấn mọi người bằng khả năng âm nhạc của mình. Cả đàn quyết định mang cây đàn piano đi nhưng sau đó cố gắng đặt nó trở lại nhà của Người nông dân mà không đánh thức anh.                                               |    |                      |                      |                          |
| 96 | 16 | "The Snapshot"       | 3 tháng 12 năm 2012  | 15 tháng 3 năm 2013      |
| Shaun nhận ra mình vô tình bị cắt khỏi bức ảnh gia đình Người nông dân khi ông cố gắng chụp bức ảnh. |    |                      |                      |                          |
| 97 | 17 | "Prickly Heat"       | 7 tháng 12 năm 2012  | 18 tháng 3 năm 2013      |
| Một ngày nắng nóng ở trang trại và đàn cừu cần được giải nhiệt nhưng lại không thể đi bơi. Bitzer tìm thấy một bể bơi bơm hơi, sau đó phải giúp Người nông dân mát mẻ, dẫn cả đàn đi điều tra bể bơi.                                                       |    |                      |                      |                          |
| 98 | 18 | "The Hang Glider"    | 2 tháng 12 năm 2012  | 19 tháng 3 năm 2013      |
| Người nông dân có một sở thích mới thú vị - lái chiếc tàu lượn mà anh nhận được. Tuy nhiên, khi Shaun và cả đàn quyết định thử, họ nhận ra rằng việc đó không dễ như tưởng tượng.                                                                           |    |                      |                      |                          |
| 99 | 19 | "The Shadow Play"    | 9 tháng 12 năm 2012  | 20 tháng 3 năm 2013      |
| Sau khi không thể an ủi Timmy quá mệt mỏi, cả đàn quyết định tổ chức một buổi biểu diễn múa rối bóng. |    |                      |                      |                          |
| 100 | 20 | "Bull Vs Wool"       | 7 tháng 12 năm 2012  | 21 tháng 3 năm 2013      |
| Trò hề của Bitzer với chiếc khăn ăn màu đỏ trong chuyến dã ngoại đã thu hút sự chú ý của con bò đực, nó đuổi theo anh, Shaun và Timmy vào nhà kho. Để giải trí cho Shaun và Bitzer, Timmy quyết định tổ chức một buổi biểu diễn bằng những bức vẽ của mình. |    |                      |                      |                          |

### Phần 4 (2013)
20 tập đầu tiên của phần 4, tổng cộng gồm 30 tập, bắt đầu phát sóng vào ngày 3 tháng 2 năm 2014 trên CBBC.
Mười tập khác bắt đầu được phát sóng trên kênh truyền hình Úc ABC3 bắt đầu từ ngày 17 tháng 9 năm 2014. Các tập này bắt đầu trên CBBC vào ngày 8 tháng 12 năm 2014.
| Tập # | #  | Tiêu đề                 | Ngày phát sóng gốc  | Ngày phát sóng (Anh) |
| --- | -- | ----------------------- | ------------------- | -------------------- |
| 101 | 1  | "Cones"                 | 3 tháng 2 năm 2013  | 3 tháng 2 năm 2014   |
| Cả đàn chuyển hướng một chiếc xe bán kem vào cánh đồng của họ, nhưng sau đó phải đánh lạc hướng người lái xe và người nông dân khỏi việc họ đang làm. |    |                         |                     |                      |
| 102 | 2  | "Caught Short Alien"    | 4 tháng 2 năm 2013  | 4 tháng 2 năm 2014   |
| Người ngoài hành tinh, người bạn cũ của Shaun ghé qua để nghỉ ngơi và để Shaun phụ trách dùng súng tia laser dừng thời gian của mình. |    |                         |                     |                      |
| 103 | 3  | "Happy Birthday Timmy!" | 5 tháng 2 năm 2013  | 5 tháng 2 năm 2014   |
| Sinh nhật của Timmy đã đến và cả đàn tổ chức cho cậu một bữa tiệc. Lưu ý: Đây là tập thứ hai có ngày sinh nhật của Timmy, tập đầu tiên là trong "Timmy's Birthday" của Chuyện của cừu Timmy.                                                                                   |    |                         |                     |                      |
| 104 | 4  | "The Genie"             | 6 tháng 2 năm 2013  | 6 tháng 2 năm 2014   |
| Shaun mơ về một cuộc sống trên đường cao tốc và cố gắng đạt được điều mình muốn khi cả đàn tìm thấy một vị thần trong ngọn đèn. |    |                         |                     |                      |
| 105 | 5  | "3DTV"                  | 7 tháng 2 năm 2013  | 7 tháng 2 năm 2014   |
| Người nông dân rất hào hứng với món hàng mới của mình – một chiếc TV 3D. Tuy nhiên, khi Bitzer vô tình tạo một lỗ trên tường khi đang lắp đặt nó, Shaun và những người khác phải bắt chước chiếc tivi để ngăn người nông dân phát hiện ra chuyện gì đã thực sự xảy ra.         |    |                         |                     |                      |
| 106 | 6  | "The Smelly Farmer"     | 10 tháng 2 năm 2013 | 10 tháng 2 năm 2014  |
| Shaun, Bitzer và cả đàn quyết định tắm rửa cho Người nông dân. |    |                         |                     |                      |
| 107 | 7  | "DIY"                   | 11 tháng 2 năm 2013 | 11 tháng 2 năm 2014  |
| Bitzer được giao trách nhiệm trang trí một căn phòng và kêu gọi cả đàn giúp đỡ. Tuy nhiên, cả đàn sớm rơi vào một tình huống dính khác khi nghịch keo và giấy dán tường. |    |                         |                     |                      |
| 108 | 8  | "The Rabbit"            | 12 tháng 2 năm 2013 | 12 tháng 2 năm 2014  |
| Cháu gái của Người nông dân đã đến thăm, mang theo chú thỏ cưng quý giá của mình. |    |                         |                     |                      |
| 109 | 9  | "Prize Possession"      | 13 tháng 2 năm 2013 | 13 tháng 2 năm 2014  |
| Người nông dân trúng xổ số khi xem truyền hình trực tiếp kết quả xổ số trên truyền hình và nhờ Bitzer bảo vệ tấm vé của mình. Tuy nhiên, khi Bitzer làm mất chiếc vé và nó rơi vào chuồng bò đực, anh và Shaun phải lấy lại nó.                                                |    |                         |                     |                      |
| 110 | 10 | "The Spider"            | 14 tháng 2 năm 2013 | 14 tháng 2 năm 2014  |
| Bitzer muốn đi tắm nhưng bị quấy rầy một cách thô bạo bởi một con nhện, Shaun cố gắng đuổi nó đi. |    |                         |                     |                      |
| 111 | 11 | "The Loony-Tic"         | 17 tháng 2 năm 2013 | 17 tháng 2 năm 2014  |
| Shaun cố gắng tìm hiểu nguyên nhân khiến Bitzer và đàn chó có hành vi kỳ lạ, khiến chúng thường xuyên giật mình và bất ngờ. |    |                         |                     |                      |
| 112 | 12 | "Men at Work"           | 18 tháng 2 năm 2013 | 18 tháng 2 năm 2014  |
| Bầy cừu thích thú với việc rò rỉ nước, nhưng khi hai công nhân ngăn dòng nước để xử lý nó, cả đàn quyết định lấy trộm một số thiết bị của họ và thay vào đó vui chơi với nó.                                                                                                   |    |                         |                     |                      |
| 113 | 13 | "The Dog Show"          | 19 tháng 2 năm 2013 | 19 tháng 2 năm 2014  |
| Người nông dân mời Bitzer tham gia buổi biểu diễn chó. |    |                         |                     |                      |
| 114 | 14 | "Missing Piece"         | 20 tháng 2 năm 2013 | 20 tháng 2 năm 2014  |
| Shaun tình cờ tìm thấy một trò chơi ghép hình bị bỏ đi, anh và những người khác bắt tay vào giải quyết nó. Tuy nhiên, có một mảnh bị thiếu, và nó tình cờ nằm trên quần của Người nông dân.                                                                                    |    |                         |                     |                      |
| 115 | 15 | "Wildlife Watch"        | 21 tháng 2 năm 2013 | 21 tháng 2 năm 2014  |
| Một đoàn làm phim đến để ghi lại cảnh một loài chim quý hiếm làm tổ tại Trang trại Mossybottom, nhưng Người nông dân bị thu hút bởi một trong số chúng và phá hỏng nỗ lực của họ.                                                                                              |    |                         |                     |                      |
| 116 | 16 | "The Pelican"           | 24 tháng 2 năm 2013 | 24 tháng 2 năm 2014  |
| Một vị khách bất thường đến trang trại. |    |                         |                     |                      |
| 117 | 17 | "Bad Boy"               | 25 tháng 2 năm 2013 | 25 tháng 2 năm 2014  |
| Có một chú chó mới đến khu nhà, nhưng hóa ra nó có tính cách hoang dã và chơi khăm Shaun và Bitzer. Để đáp lại họ, họ cố gắng chơi khăm lại anh ta. |    |                         |                     |                      |
| 118 | 18 | "Remote Control"        | 26 tháng 2 năm 2013 | 26 tháng 2 năm 2014  |
| Bitzer được cử đi sửa ăng-ten TV bị lỗi và nhờ cả đàn giúp đỡ. |    |                         |                     |                      |
| 119 | 19 | "Phoney Farmer"         | 27 tháng 2 năm 2013 | 27 tháng 2 năm 2014  |
| Người nông dân đang đi nghỉ nhưng người thay thế anh chỉ quan tâm đến bản thân mình. Các con vật đã lên một kế hoạch để dọa anh và đã thành công. |    |                         |                     |                      |
| 120 | 20 | "Ground Dog Day"        | 21 tháng 4 năm 2013 | 21 tháng 4 2014      |
| Bitzer cố gắng hoàn thành danh sách công việc trước khi xe bán kem đến. |    |                         |                     |                      |
| 121 | 21 | "The Intruder"          | 17 tháng 9 năm 2013 | 8 tháng 12 năm 2014  |
| Người nông dân trở nên khó chịu khi một con quạ bắt đầu gây ra tình trạng hỗn loạn khắp trang trại. Bitzer cải trang thành bù nhìn nhưng cần sự giúp đỡ từ Shaun để giải quyết vấn đề.                                                                                         |    |                         |                     |                      |
| 122 | 22 | "Bitzer for a Day"      | 19 tháng 9 năm 2013 | 9 tháng 12 năm 2014  |
| Shaun quyết định chịu trách nhiệm khi Người nông dân và Bitzer đi chơi cùng nhau, nhưng hóa ra mọi chuyện khó khăn hơn nhiều so với những gì anh ấy mong đợi. |    |                         |                     |                      |
| 123 | 23 | "Bitzer's Secret"       | 22 tháng 9 năm 2013 | 10 tháng 12 năm 2014 |
| Bitzer được Người nông dân kêu gọi giúp anh lấy lại vóc dáng, điều này không hoàn toàn như những gì an nghĩ và Shaun quỷ quyệt phải dạy anh nhận ra lỗi lầm trong cách làm của mình.                                                                                           |    |                         |                     |                      |
| 124 | 24 | "Ping-Pong Poacher"     | 26 tháng 9 năm 2013 | 11 tháng 12 năm 2014 |
| Con cáo ranh mãnh cố gắng lợi dụng những con vật trong trang trại đang bị phân tâm trong khi cổ vũ cho Shaun, người đang thi đấu với Bitzer trong một trận bóng bàn. |    |                         |                     |                      |
| 125 | 25 | "Hidden Talents"        | 29 tháng 9 năm 2013 | 12 tháng 12 năm 2014 |
| Shaun và Bầy quyết định chiêu đãi nhau bằng những trò vui trong bữa tiệc hay nhất của họ. Tuy nhiên, niềm vui của họ bị phá hỏng khi người nông dân quyết định rằng anh ta cũng muốn tham gia.                                                                                 |    |                         |                     |                      |
| 126 | 26 | "Picture Perfect"       | 24 tháng 9 năm 2013 | 15 tháng 12 năm 2014 |
| Sau khi hoàn thành mọi nhiệm vụ của mình, Bitzer bị sốc khi phát hiện ra tình trạng của nhà kho và quyết định giúp đỡ bằng cách dọn dẹp. Anh gặp rất nhiều khó khăn khi cố gắng treo lại một bức tranh bị nghiêng liên tục cho đến khi cả đàn tìm ra giải pháp của riêng mình. |    |                         |                     |                      |
| 127 | 27 | "Save the Dump"         | 25 tháng 9 năm 2013 | 16 tháng 12 năm 2014 |
| Khi viễn cảnh sân gôn mới của Người nông dân phá hủy bãi rác của họ bắt đầu trở thành hiện thực, Shaun và cả đàn phải dùng đến những cách khôn ngoan để tiết kiệm nguồn tài nguyên quý giá của mình.                                                                           |    |                         |                     |                      |
| 128 | 28 | "Duck!"                 | 18 tháng 9 năm 2013 | 17 tháng 12 năm 2014 |
| Sự bình yên trong chuồng bị xáo trộn khi một cặp vịt làm tổ trên nóc chuồng chó của Bitzer. Những chú vịt không mấy vui vẻ trước những nỗ lực khuyến khích chúng đi tiếp. |    |                         |                     |                      |
| 129 | 29 | "The Stare"             | 23 tháng 9 năm 2013 | 18 tháng 12 năm 2014 |
| Con dê Mowermouth khiến mọi người khó chịu khi đặt Shaun, sau đó là cả bầy vào bùa mê thôi miên của mình. Bitzer và Shaun cần phải hợp tác để đưa con dê vào vị trí của mình.                                                                                                  |    |                         |                     |                      |
| 130 | 30 | "Fruit and Nuts"        | 30 tháng 9 năm 2013 | 19 tháng 12 năm 2014 |
| Shaun và Nuts chán ăn cỏ và quyết định đột kích cây táo của Người nông dân. Tuy nhiên, kế hoạch của Shaun liên tục bị phá hỏng bởi Nuts, người bắt đầu hắt hơi thường xuyên.                                                                                                   |    |                         |                     |                      |

### Phần 5 (2016)
Phần 5 đã bắt đầu phát sóng trên CBBC vào ngày 5 tháng 9 năm 2016.
| Tập # | #  | Tiêu đề                | Ngày phát sóng (Anh) |
| --- | -- | ---------------------- | -------------------- |
| 131 | 1  | "Out Of Order"         | 5 tháng 9 năm 2016   |
| Khi Người nông dân bị mắc kẹt trong nhà vệ sinh, Bitzer phải nhanh chóng đưa những nguồn cung cấp quan trọng cho anh. Những nỗ lực ban đầu của anh đều thất bại và chú đã mời Shaun và đồng bọn đến giúp đỡ. |    |                        |                      |
| 132 | 2  | "Karma Farmer"         | 6 tháng 9 năm 2016   |
| Người nông dân bị căng thẳng và đã chán ngấy trang trại cũng như cư dân của nó. |    |                        |                      |
| 133 | 3  | "Spoilsport"           | 7 tháng 9 năm 2016   |
| Shaun thuyết phục Bitzer tham gia trận đấu cricket của mình nhưng Bitzer lo lắng về tình trạng sân hơn là trận đấu.                                                                                          |    |                        |                      |
| 134 | 4  | "Baa-d Hair Day"       | 8 September 2016     |
| Cả đàn không nhận ra Shaun khi anh mất đi một trong những đặc điểm nổi bật nhất của mình. Người bạn cũ Bitzer giúp anh tìm kiếm mái tranh bị mất.                                                            |    |                        |                      |
| 135 | 5  | "The Farmer's Nephew"  | 9 tháng 9 năm 2016   |
| Người nông dân trở nên bất lực và bị thay thế bởi một người nông dân quan tâm đến điện thoại di động của mình hơn là hoàn thành nhiệm vụ.                                                                    |    |                        |                      |
| 136 | 6  | "Babysitter Bitzer"    | 12 tháng 9 năm 2016  |
| Cả đàn đi chơi đêm với các cô gái, để Bitzer trông trẻ cho Timmy. Chẳng bao lâu sau, chàng trai trẻ sẽ nói rõ ai là người chịu trách nhiệm.                                                                  |    |                        |                      |
| 137 | 7  | "Dodgy Lodger"         | 13 tháng 9 năm 2016  |
| Khi một trong những con heo cố gắng kết bạn với Timmy, đồng đội của anh đã đuổi anh đi như một hình phạt. |    |                        |                      |
| 138 | 8  | "Dangerous Deliveries" | 14 tháng 9 năm 2016  |
| Shaun quyết định đảm nhận vai trò bác sĩ trị liệu cho Bitzer - với những hậu quả tai hại. |    |                        |                      |
| 139 | 9  | "Timmy and the Dragon" | 15 tháng 9 năm 2016  |
| Bitzer, Shaun và cả nhóm tin rằng có một con quái vật đang ẩn náu trong trang trại. |    |                        |                      |
| 140 | 10 | "Bitzer's New Whistle" | 16 tháng 9 năm 2016  |
| Bitzer thử mô-đun điều khiển trang trại công nghệ cao mới của mình. |    |                        |                      |
| 141 | 11 | "Turf Wars"            | 7 tháng 11 năm 2016  |
| Lũ heo quyết định ăn trộm toàn bộ số pizza từ câu lạc bộ tư nhân của Shaun. |    |                        |                      |
| 142 | 12 | "A Prickly Problem"    | 8 tháng 11 năm 2016  |
| Một số chú nhím được Timmy giúp đỡ để tìm nơi nghỉ ngơi qua đêm. |    |                        |                      |
| 143 | 13 | "Wanted"               | 9 tháng 11 năm 2016  |
| Một tù nhân vượt ngục đến thăm trang trại. |    |                        |                      |
| 144 | 14 | "Rude Dude"            | 10 tháng 11 năm 2016 |
| Một nhạc sĩ nhạc rock kiêu ngạo được Người nông dân yêu quý bị mắc kẹt tại trang trại. |    |                        |                      |
| 145 | 15 | "Keeping the Peace"    | 11 tháng 11 năm 2016 |
| Người nông dân quyết định nói dối và Bitzer cố gắng cho phép anh nói dối. |    |                        |                      |
| 146 | 16 | "Happy Farmers' Day"   | 14 tháng 11 năm 2016 |
| Khi chiếc bánh của Bitzer bị mất, Bitzer đã phạm sai lầm khi nhận sự giúp đỡ của Shaun. |    |                        |                      |
| 147 | 17 | "Checklist"            | 15 tháng 11 năm 2016 |
| Phong cách quản lý quá quan trọng của Bitzer trở nên quá sức chịu đựng đối với lũ cừu. |    |                        |                      |
| 148 | 18 | "Return To Sender"     | 16 tháng 11 năm 2016 |
| Người nông dân cố gắng vứt bỏ một món quà kỳ lạ nhưng nó lại tiếp tục xuất hiện trở lại. |    |                        |                      |
| 149 | 19 | "Cone Of Shame"        | 17 tháng 11 năm 2016 |
| Bitzer là một tình nguyện viên rất sẵn lòng khi phải đội chiếc mũ xấu hổ. |    |                        |                      |
| 150 | 20 | "Sheep Farmer"         | 18 tháng 11 năm 2016 |
| Timmy nhìn thấy một người nông dân đặc biệt gắt gỏng đang gây khó khăn cho một trong đàn. |    |                        |                      |

### Phần 6 (2020)
Phần thứ sáu bắt đầu phát sóng vào năm 2020 trên Netflix với tựa đề Adventures from Mossy Bottom. Phần này đã giảm bớt sự xuất hiện của Bò đực, thay vào đó mở rộng sự xuất hiện của Dê. Các nhân vật mới xuất hiện trong loạt phim, chẳng hạn như sóc Stash và nông dân Ben, cũng ảnh hưởng đến phần giới thiệu mới – hiện có ba biến thể khác nhau. Đây là lần duy nhất trong suốt loạt phim có tất cả 20 tập được phát sóng trong cùng một ngày, ngày 16 tháng 3 năm 2020. CBBC, BBC iPlayer và BBC Two đã phát sóng các tập bắt đầu từ tháng 9 năm 2022.
| Tập # | #  | Tựa đề                 | Ngày phát sóng                                            | Người xem trực tuyến (nghìn) |
| --- | -- | ---------------------- | --------------------------------------------------------- | ---------------------------- |
| 151 | 1  | "Baa-gherita"          | 2 tháng 3 năm 2020 (Netflix); 5 tháng 9 năm 2022 (CBBC)   |                              |
| Khi Người nông dân quên cho cừu ăn, Shaun và cả đàn nhân cơ hội này tự thưởng cho mình một chiếc bánh pizza nướng tại nhà. Khi có thông tin rằng chiếc bánh pizza ngon nhất sẽ có ở 'Mossy Bottom Takeaway', Shaun và cả đàn phải đưa hoạt động sản xuất lên một tầm cao mới. |    |                        |                                                           |                              |
| 152 | 2  | "Get your Goat"        | 3 tháng 3 năm 2020 (Netflix); 16 tháng 9 năm 2022 (CBBC)  |                              |
| Ngô của Người nông dân đã sẵn sàng để thu hoạch nhưng Shaun đã để Mower Mouth ra đồng, người sau khi đi qua cánh đồng trồng trọt đã ngủ quên. Liệu Shaun có thể giải cứu con dê háu ăn trước khi chúng bị thu hoạch cùng với ngô không?! |    |                        |                                                           |                              |
| 153 | 3  | "Super Sheep"          | 4 tháng 3 năm 2020 (Netflix); 8 tháng 9 năm 2022 (CBBC)   |                              |
| Sự bắt nạt của lũ lợn đang khiến tất cả các con vật trong trang trại khó chịu khi không biết từ đâu, một anh hùng xuất hiện. Mặc bộ trang phục được nhìn thấy lần cuối trên dây phơi và cầm chiếc máy thổi lá mượn, "Siêu nhân Cừu" khôi phục lại hòa bình cho trang trại... cho đến khi lũ lợn phát hiện ra danh tính thực sự của anh. |    |                        |                                                           |                              |
| 154 | 4  | "Space Bitzer"         | 5 tháng 3 năm 2020 (Netflix); 15 tháng 9 năm 2022 (CBBC)  |                              |
| Bitzer đang sử dụng máy bay không người lái để thực hiện tất cả công việc xung quanh trang trại trong khi anh thư giãn trên chiếc ghế xếp của mình, nhưng khi Shaun nắm quyền điều khiển, trọng tải của máy bay không người lái là Bitzer, ghế xếp và tất cả mọi thứ. Đang di chuyển ngày càng cao, máy bay không người lái hết điện. Bitzer có thể tái nhập thành công không? |    |                        |                                                           |                              |
| 155 | 5  | "#farmstar"            | 6 tháng 3 năm 2020 (Netflix); 13 tháng 9 năm 2022 (CBBC)  |                              |
| Ben và chú chó Lexie ở trang trại lân cận đang gây sốt trên mạng. Không chịu thua kém, Người nông dân quyết định đăng video của chính mình lên mạng nhưng không nhận được "0 lượt thích" nào cho đến khi Shaun và cả đàn bước vào giúp đỡ. |    |                        |                                                           |                              |
| 156 | 6  | "CSI Mossy"            | 9 tháng 3 năm 2020 (Netflix); 6 tháng 9 năm 2022 (CBBC)   |                              |
| Tiếng còi khó chịu của Bitzer đang khiến cư dân Trang trại Mossy tức giận, nhưng khi nó biến mất, "Thám tử Shaun" nghi ngờ có hành vi trộm cắp. Anh quyết tâm truy tìm thủ phạm, gặp phải những manh mối sai lầm và những lời chỉ trích đỏ khi anh đi. |    |                        |                                                           |                              |
| 157 | 7  | "Squirrelled Away"     | 10 tháng 3 năm 2020 (Netflix); 14 tháng 9 năm 2022 (CBBC) |                              |
| Sóc Stash di chuyển nhanh một cách bất thường, tàn phá khi nó lấy những hạt mà Bitzer đang quan sát chim để lại để thu hút những con chim quý hiếm đến trang trại, di chuyển nhanh đến mức các hạt dường như biến mất trong không khí loãng. Shaun và Bitzer hợp tác để truy tìm thủ phạm. |    |                        |                                                           |                              |
| 158 | 8  | "Room with a Ewe"      | 11 tháng 3 năm 2020 (Netflix); 23 tháng 9 năm 2022 (CBBC) |                              |
| Người nông dân đã đuổi Shaun và đàn gia súc ra khỏi nhà kho để cho thuê. Tuy nhiên, khi những vị khách đầu tiên đến, họ lại quan tâm đến việc lên mạng hơn là “trải nghiệm Mossy Bottom”. Liệu Shaun và bầy đàn có thể lấy lại được ngôi nhà của họ từ tay những người du mục kỹ thuật số không? |    |                        |                                                           |                              |
| 159 | 9  | "Go Bitzer Go!"        | 12 tháng 3 năm 2020 (Netflix); 19 tháng 9 năm 2022 (CBBC) |                              |
| Bitzer đã thực sự bị đánh bại bởi chú chó Lexie của Ben trong giải Grand Prix xe đẩy. Chứng kiến sự bẽ mặt của bạn mình, Shaun quyết tâm ra tay giúp đỡ để lần sau mọi chuyện sẽ khác. |    |                        |                                                           |                              |
| 160 | 10 | "Prize Porker"         | 13 tháng 3 năm 2020 (Netflix); 20 tháng 9 năm 2022 (CBBC) |                              |
| Ben đang giành được tất cả các giải thưởng tại hội chợ nông thôn nên khi một trong những con lợn trở về từ hội chợ nông thôn với chiếc cúp, Shaun nghi ngờ có hành vi chơi xấu. Vị thế nổi tiếng mới của chú lợn cùng với hành vi hạng A đi kèm đã đánh lừa các loài động vật khác – nhưng Shaun quyết tâm khám phá ra sự thật. |    |                        |                                                           |                              |
| 161 | 11 | "Teddy Heist"          | 16 tháng 3 năm 2020 (Netflix); 12 tháng 9 năm 2022 (CBBC) |                              |
| Người nông dân phát hiện ra có thể kiếm được số tiền lớn từ đồ chơi cũ. Khi tìm thấy con gấu bông của Timmy, anh khóa nó trong một hầm bảo mật công nghệ cao và tin rằng nó đáng giá cả gia tài. Liệu Shaun và cả đàn có thể lấy lại chú gấu bông từ "Fortress Mossy Bottom" và trả lại cho Timmy đang quẫn trí không? |    |                        |                                                           |                              |
| 162 | 12 | "Costume Drama"        | 17 tháng 3 năm 2020 (Netflix); 28 tháng 9 năm 2022 (CBBC) |                              |
| Một đoàn làm phim đã chọn Trang trại Mossy Bottom làm địa điểm cho một bộ phim cổ trang. Khi Mowermouth ăn mất bộ phim, Shaun và đồng bọn phải vào cuộc để đảm bảo bộ phim được lên màn bạc. |    |                        |                                                           |                              |
| 163 | 13 | "Express Delivery"     | 18 tháng 3 năm 2020 (Netflix); 26 tháng 9 năm 2022 (CBBC) |                              |
| Thị lực của người nông dân ngày càng kém, đó là tin xấu đối với Bitzer, người phải quản lý trang trại - nhưng lại là tin tốt cho Shaun và đồng bọn, những người được tự do bày ra đủ trò tinh quái dưới mũi của Người nông dân. Bitzer quyết định đã đến lúc Người nông dân phải mua một cặp kính mới và lên mạng đặt mua một cặp nhưng Shaun, nhận ra rằng điều này có thể đồng nghĩa với việc cuộc vui và trò chơi của anh sẽ kết thúc, quyết tâm ngăn chặn Rita giao kính... bằng mọi cách cần thiết! |    |                        |                                                           |                              |
| 164 | 14 | "Pond Life"            | 19 tháng 3 năm 2020 (Netflix); 21 tháng 9 năm 2022 (CBBC) |                              |
| Vào một ngày nắng nóng, tất cả những gì cả đàn muốn làm là ngâm mình trong ao. Nhưng trước khi cả nhóm có thể bơi, họ cần phải tiễn một cặp ruồi đang đổ rác đầy ao. |    |                        |                                                           |                              |
| 165 | 15 | "Hot to Trotter"       | 20 tháng 3 năm 2020 (Netflix); 22 tháng 9 năm 2022 (CBBC) |                              |
| Các con vật ở Trang trại Mossy Bottom đang tổ chức cuộc thi khiêu vũ hàng năm. Như mọi khi, lũ lợn đang làm điều xấu và cố gắng gian lận để giành chiến thắng. Liệu Bitzer và Shaun có thể vượt qua sự khác biệt trong sáng tạo của họ và đảm bảo rằng công lý khiêu vũ sẽ chiến thắng? |    |                        |                                                           |                              |
| 166 | 16 | "Box Fresh"            | 23 tháng 3 năm 2020 (Netflix); 7 tháng 9 năm 2022 (CBBC)  |                              |
| Người nông dân sẽ giao mặt hàng thời trang thiết yếu của năm nay, một đôi giày thể thao hàng hiệu. Giữ chúng sạch sẽ trong khi thực hiện các công việc hàng ngày của người nông dân quả là một thách thức. May mắn thay, Bitzer luôn ở bên để giúp anh giữ chúng sạch sẽ. |    |                        |                                                           |                              |
| 167 | 17 | "Tour de Mossy Bottom" | 24 tháng 3 năm 2020 (Netflix); 9 tháng 9 năm 2022 (CBBC)  |                              |
| Người nông dân không còn khỏe mạnh nên Bitzer quyết định khuyến khích anh lấy lại vóc dáng bằng cách sử dụng một chiếc xe đạp tập thể dục ngẫu hứng từ đống phế liệu. Chiếc xe đạp không còn dây cố định và sẽ sớm đi xuyên quốc gia cùng với người lái xe bị quên lãng của nó và Shaun, Bitzer và nhóm bạn đang truy đuổi. |    |                        |                                                           |                              |
| 168 | 18 | "Sheep Sheep Goose"    | 25 tháng 3 năm 2020 (Netflix); 27 tháng 9 năm 2022 (CBBC) |                              |
| Goz, chú ngỗng con mới nở, lỡ chuyến bay cuối cùng về nhà từ Mossy Bottom – nhưng nhanh chóng được Shaun và cả đàn chào đón gia nhập băng đảng. Goz tận hưởng cuộc sống ở trang trại, mặc dù khiếu hài hước của anh không được tất cả những người ở đó chia sẻ. Cuối cùng, anh cảm nhận được sự lôi kéo của gia đình và quyết định đã đến lúc phải về nhà. Làm cách nào Shaun có thể giúp Goz đoàn tụ với bố mẹ anh?                                                                                     |    |                        |                                                           |                              |
| 169 | 19 | "Pumpkin Peril"        | 26 tháng 3 năm 2020 (Netflix); 30 tháng 9 năm 2022 (CBBC) |                              |
| Đó là đêm trước Halloween và Bitzer được giao nhiệm vụ bảo vệ 3 quả bí ngô có giải thưởng của Người nông dân. Bất chấp những nỗ lực hết mình của anh, Shaun và cả đàn, những quả bí ngô lần lượt biến mất một cách bí ẩn, không để lại gì ngoài dấu vết của chất nhờn ma quái. Có một con quái vật ăn bí ngô nào đang xuất hiện trong đêm kinh hoàng nhất này không? |    |                        |                                                           |                              |
| 170 | 20 | "Farm Park"            | 27 tháng 3 năm 2020 (Netflix); 29 tháng 9 năm 2022 (CBBC) |                              |
| Nhận thấy rằng những người cư ngụ tại Trang trại Mossy Bottom hấp dẫn hơn là những sản phẩm từ cửa hàng của chính mình, Người nông dân mở một vườn thú cưng, nhưng khi anh mất quyền kiểm soát những khách hàng quá nhiệt tình, Shaun phải lập lại trật tự. |    |                        |                                                           |                              |

### Đặc biệt (2015–2021)
| Tập # | Tiêu đề                       | Ngày phát sóng gốc                                  |
| --- | ----------------------------- | --------------------------------------------------- |
| 1 | "The Farmer's Llamas"         | 26 tháng 12 năm 2015                                |
| Khi Người nông dân đi chợ để nhặt vài con lợn, Shaun tinh nghịch đi theo và đưa Người nông dân trở về nhà cùng với bộ ba lạc đà không bướu kỳ lạ. Lúc đầu, cả đàn chào đón những cư dân mới, nhưng chẳng bao lâu sau, những con lạc đà không bướu mới cảm thấy quá thoải mái trong ngôi nhà mới của mình và cả đàn dần nghi ngờ về ý định của chúng. |                               |                                                     |
| 2 | "The Flight Before Christmas" | 3 tháng 12 năm 2021, 24 tháng 12 năm 2021 (BBC One) |
| Đó là đêm Giáng sinh ở trang trại và đàn cừu đang chuẩn bị cho lễ kỷ niệm. Nhưng sau khi Bitzer mang đến những chiếc tất quá nhỏ, Shaun và Timmy nảy ra kế hoạch đánh cắp những chiếc tất của Người nông dân. Trong khi đó, Người nông dân đã chuẩn bị một số đồ uống có ga cực kỳ để bán và ăn mặc giống ông già Noel, đưa Bitzer đến quảng trường thành phố. Timmy, tin rằng mình là ông già Noel thực sự, đi theo ông vào ngay chiếc xe tải của mình. Bây giờ Shaun và đàn chiên phải bắt đầu chiến dịch mang Timmy trở lại, nhưng mọi chuyện sớm trở nên phức tạp khi Timmy trở thành món quà cho cô bé năng động và nổi loạn Ella của Nông dân Ben. |                               |                                                     |

## Phim điện ảnh
| Tập # | Tựa đề                                 | Đạo diễn                       | Viết bởi                       | Ngày phát sóng gốc   |
| --- | -------------------------------------- | ------------------------------ | ------------------------------ | -------------------- |
| 1 | "Shaun the Sheep Movie"                | Mark Burton và Richard Starzak | Mark Burton và Richard Starzak | 6 tháng 2 năm 2015   |
| Shaun tới Thành phố Lớn để tìm kiếm Người nông dân. Tuy nhiên, anh cảm thấy khó khăn để trở về nhà an toàn cùng bầy đàn của mình và phải tránh mặt một nhân vật phản diện tên là Trumper.                                 |                                        |                                |                                |                      |
| 2 | "A Shaun the Sheep Movie: Farmageddon" | Will Becher và Richard Phelan  | Mark Burton và Jon Brown       | 18 tháng 10 năm 2019 |
| Khi một người ngoài hành tinh sở hữu sức mạnh kỳ lạ hạ cánh gần Trang trại Mossy Bottom, Shaun nhanh chóng kết bạn mới. Cùng nhau, họ phải chạy trốn khỏi một tổ chức nguy hiểm đang muốn bắt giữ vị khách liên thiên hà. |                                        |                                |                                |                      |

## Các chương trình phát sóng khác

### Shaun the Sheep 3D(2012)
Dưới đây là danh sách các đoạn phim ngắn 3D lập thể dài 1 phút do Aardman tạo cho dịch vụ Nintendo Video của Nintendo 3DS. Những tập ngắn này sử dụng đội ngũ nghệ sĩ nhỏ hơn so với loạt phim chính. Bắt đầu từ ngày 15 tháng 1 năm 2016, Phần đặc biệt này được phát hành vào thứ Sáu hàng tuần trên kênh YouTube chính thức của Shaun the Sheep với tên gọi "Mossy Bottom Shorts".  Các phiên bản này thiếu hiệu ứng 3D có trên Nintendo 3DS nhưng có độ phân giải độ nét cao.
| Tập # | Tiêu đề                              | Ngày phát sóng gốc  |
| --- | ------------------------------------ | ------------------- |
| 1 | "The Picnic"                         | 7 tháng 3 năm 2012  |
| Việc câu cá của Người nông dân cản trở chuyến dã ngoại của Shaun và những người bạn của anh. |                                      |                     |
| 2 | "Penalty!/Five a Side"               | 14 tháng 3 năm 2012 |
| Đàn cừu chơi bóng trong chuồng cho đến khi quả bóng mắc kẹt ở đâu đó. Tập này ban đầu có tên là "Penalty!" khi được phát hành trên dịch vụ Nintendo Video nhưng được đổi tên thành "Five a Side" khi nó được phát hành như một phần của Mossy Bottom Shorts trên YouTube. |                                      |                     |
| 3 | "Babysitting Timmy"                  | 21 tháng 3 năm 2012 |
| Shaun được giao trách nhiệm chăm sóc Timmy. |                                      |                     |
| 4 | "Bitzer Over Easy"                   | 28 tháng 3 năm 2012 |
| Bitzer được người nông dân cử đi lấy trứng cho bữa sáng. |                                      |                     |
| 5 | "The Art Class/Duck Drawing"         | 4 tháng 4 năm 2012  |
| Đàn cừu tham gia một lớp học nghệ thuật. Tập này ban đầu có tiêu đề là "The Art Class" khi được phát hành trên dịch vụ Nintendo Video nhưng được đổi tên thành "Duck Draw" khi nó được phát hành như một phần của Mossy Bottom Shorts trên YouTube. Tập phim ban đầu có một trò đùa ngắn cho thấy Shaun vẽ Daffy Duck, nhưng đã được thay thế bằng một phiên bản trên YouTube cho thấy anh ấy vẽ một con chim cánh cụt, có thể là Feathers McGraw trong The Wrong Trousers. |                                      |                     |
| 6 | "Sprout-Shooters"                    | 11 tháng 4 năm 2012 |
| Những con heo làm phiền Shaun bằng một số trò nghịch ngợm liên quan đến mầm cây. |                                      |                     |
| 7 | "Members Only/Bale Maze"             | 18 tháng 4 năm 2012 |
| Đàn cừu cố gắng ngăn cản người Nông dân phát hiện ra nơi ẩn náu bí mật của chúng. Tập này ban đầu có tiêu đề là "Members Only" khi được phát hành trên dịch vụ Nintendo Video nhưng được đổi tên thành "Bale Maze" khi nó được phát hành như một phần của Mossy Bottom Shorts trên YouTube. |                                      |                     |
| 8 | "Down the Loo"                       | 25 tháng 4 năm 2012 |
| Shaun gặp rắc rối khi lấy một quả bóng bàn từ trên đống phế liệu. |                                      |                     |
| 9 | "Story Time/Lights Out"              | 2 tháng 5 năm 2012  |
| Cả đàn cố gắng sắp xếp một bóng đèn trong khi đọc truyện cho Timmy trước khi đi ngủ. Tập này ban đầu có tiêu đề là "Story Time" khi được phát hành trên dịch vụ Nintendo Video nhưng được đổi tên thành "Lights Out" khi được phát hành như một phần của Mossy Bottom Shorts trên YouTube. |                                      |                     |
| 10 | "Kite/Fly a Kite"                    | 9 tháng 5 năm 2012  |
| Shaun đối đầu với một con bò già xấu tính và trả thù. Tập này ban đầu có tên là "Kite" khi được phát hành trên dịch vụ Nintendo Video nhưng được đổi tên thành "Fly a Kite" khi nó được phát hành như một phần của Mossy Bottom Shorts trên YouTube. |                                      |                     |
| 11 | "Shaun Goes Old-School/Video Arcade" | 16 tháng 5 năm 2012 |
| Shaun điều hướng trang trại theo phong cách Super Mario Bros.. Tập này ban đầu có tiêu đề là "Shaun Goes Old School" khi được phát hành trên dịch vụ Nintendo Video nhưng được đổi tên thành "Video Arcade" khi được phát hành như một phần của Mossy Bottom Shorts trên YouTube. Tập phim ban đầu sử dụng nhạc của Super Mario Bros. nhưng phần này đã được thay thế để phát hành trên YouTube.                                                                            |                                      |                     |
| 12 | "Shaun's Bale Out/Hay Bale"          | 23 tháng 5 năm 2012 |
| Shirley ngăn Bitzer, Shaun và những con cừu khác chuyển kiện cỏ khô vào chuồng. Tập này ban đầu có tiêu đề là "Shaun's Bale Out" khi được phát hành trên dịch vụ Nintendo Video nhưng được đổi tên thành "Hay Bale" khi được phát hành như một phần của Mossy Bottom Shorts trên YouTube. |                                      |                     |
| 13 | "Sheep Shoot Hoops/Basketball"       | 30 tháng 5 năm 2012 |
| Cả đàn chơi một trận bóng rổ và Timmy quyết tâm không bỏ lỡ. Tập này ban đầu có tiêu đề là "Sheep Shoot Hoops" khi được phát hành trên dịch vụ Nintendo Video nhưng được đổi tên thành "Basketball" khi nó được phát hành như một phần của Mossy Bottom Shorts trên YouTube. |                                      |                     |
| 14 | "Beware! Sheep Crossing/Stand Off"   | 6 tháng 6 năm 2012  |
| Bầy cừu quyết định chơi khăm một người lái xe ồn ào. Tập này ban đầu có tựa đề là "Beware! Sheep Crossing" khi được phát hành trên dịch vụ Nintendo Video nhưng được đổi tên thành "Stand Off" khi nó được phát hành như một phần của Mossy Bottom Shorts trên YouTube. |                                      |                     |
| 15 | "Lamb Salsa/Stomp"                   | 13 tháng 6 năm 2012 |
| Một nhịp điệu vui nhộn vang lên khắp trang trại. Tập này ban đầu có tiêu đề là "Lamb Salsa" khi được phát hành trên dịch vụ Nintendo Video nhưng được đổi tên thành "Stomp" khi nó được phát hành như một phần của Mossy Bottom Shorts trên YouTube. |                                      |                     |

### Shaun The Sheep Championsheeps(2012)
Dưới đây là danh sách các tập phim ngắn dài 1 phút có chủ đề thể thao được phát sóng trên CBBC vào tháng 7 năm 2012. Được thực hiện trùng với thời điểm diễn ra Thế vận hội mùa hè 2012. Được phát sóng trên BBC Kids vào tháng 10 năm 2013
| Tập # | Tiêu đề                 | Ngày phát sóng gốc  |
| --- | ----------------------- | ------------------- |
| 1 | "Relay"                 | 2 tháng 7 năm 2012  |
| Bitzer ngạc nhiên khi thấy mình là người chiến thắng trong cuộc chạy tiếp sức khi khúc xương của anh được dùng làm dùi cui.                                                                                            |                         |                     |
| 2 | "Shot Put"              | 2 tháng 7 năm 2012  |
| Những chú Lợn cố gắng phá hoại cuộc thi thiện xạ. Tuy nhiên, Chuột chũi hung hãn đã phát hiện ra hành vi gian dối của chúng.                                                                                           |                         |                     |
| 3 | "Synchronised Swimming" | 3 tháng 7 năm 2012  |
| Busby Barkley gặp Sheep Dip trong sự kiện bơi lội đồng đội. |                         |                     |
| 4 | "Ping Pong"             | 3 tháng 7 năm 2012  |
| Một trận đấu bóng bàn sôi động đưa Shaun đi khắp thế giới trong nỗ lực trả bóng cho đối thủ. |                         |                     |
| 5 | "Diving"                | 4 tháng 7 năm 2012  |
| Một chú Heo thiếu kiên nhẫn đã phải nhận sự trừng phạt khi lao xuống và bị va đập mạnh xuống đất. |                         |                     |
| 6 | "Fencing"               | 4 tháng 7 năm 2012  |
| Một trận đấu kiếm sôi nổi kết thúc trong bối rối khi cặp đối đầu phát hiện ra rằng họ đã để lộ bản thân rất nhiều. |                         |                     |
| 7 | "Gymnastics"            | 5 tháng 7 năm 2012  |
| Shaun phát hiện ra rằng sử dụng ngựa thật để tập thể dục là một sự kết hợp mang lại chiến thắng. |                         |                     |
| 8 | "Archery"               | 5 tháng 7 năm 2012  |
| Cuộc thi trở nên gay gắt, sự liều lĩnh của Shaun và Bitzers gần như khiến Người nông dân phát hiện ra những gì họ đang làm.                                                                                            |                         |                     |
| 9 | "Weightlifting"         | 6 tháng 7 năm 2012  |
| Shaun dồn toàn bộ sức lực của mình để nâng thanh xà cho đến khi mặt đất nhường chỗ dưới chân anh. |                         |                     |
| 10 | "Steeplechase"          | 6 tháng 7 năm 2012  |
| Khán giả quá mải mê với đếm cừu khi họ nhảy qua hàng rào đến mức ngủ gật. |                         |                     |
| 11 | "Beach Volleyball"      | 9 tháng 7 năm 2012  |
| Một cổ động viên ồn ào chào hàng bằng kèn vuvuzela, cuối cùng cũng phải im lặng sau khi cố gắng cản trở đội đối phương.                                                                                                |                         |                     |
| 12 | "Hockey"                | 9 tháng 7 năm 2012  |
| Khi một bà già nhận ra chiếc ô của mình đang được dùng làm gậy khúc côn cầu, bà đã chớp lấy cơ hội để ghi bàn thắng quyết định.                                                                                        |                         |                     |
| 13 | "Swimming"              | 10 tháng 7 năm 2012 |
| Sau cuộc đua lầy lội, khán giả hồi hộp chờ đợi xem ai là người chiến thắng. |                         |                     |
| 14 | "100 Metre Dash"        | 10 tháng 7 năm 2012 |
| Chậm rãi và ổn định sẽ giành chiến thắng trong cuộc đua khi Shaun và các đối thủ của anh kiệt sức vì hai lần xuất phát sai, nhưng quán tính của Shirley khiến cô có đủ năng lượng để giành chiến thắng trong cuộc đua. |                         |                     |
| 15 | "BMX"                   | 11 tháng 7 năm 2012 |
| Âm mưu phá hoại cuộc đua xe đạp BMX của một con heo bị thất bại sau cuộc gặp gỡ bất ngờ trong chuồng gà. |                         |                     |
| 16 | "Rings"                 | 11 tháng 7 năm 2012 |
| Shaun thực sự rơi vào tình thế khó khăn khi bị đánh bay khỏi võ đài. |                         |                     |
| 17 | "Hammer"                | 12 tháng 7 năm 2012 |
| Khi Người nông dân phát hiện ra một trong những wellies của mình bị mất, anh ta triệu tập Bitzer để lấy nó ngay khi Shirley tung cú đánh chiến thắng, hạ cánh chiếc giếng bị mất vào đầu Bitzer.                       |                         |                     |
| 18 | "Trampoline"            | 12 tháng 7 năm 2012 |
| Shaun thực hiện chuyến hành trình tràn đầy năng lượng bất ngờ quanh sân trang trại khi tấm bạt lò xo nảy của cậu xẹp xuống.                                                                                            |                         |                     |
| 19 | "Judo"                  | 13 tháng 7 năm 2012 |
| Shaun và đối thủ của mình phải thi đấu Strictly Come Judo, nhưng họ không thể không thể hiện bản thân theo âm nhạc khi Timmy vó ngựa trên radio.                                                                       |                         |                     |
| 20 | "Ribbon"                | 13 tháng 7 năm 2012 |
| Shaun kết thúc môn thể dục nhịp điệu với đạo cụ ruy băng của mình một cách uyển chuyển, để lại những nốt bị buộc thành nút thắt                                                                                        |                         |                     |
| 21 | "Pole Vault"            | 13 tháng 7 năm 2012 |
| Khi Shaun sử dụng những con cừu đồng loại của mình để xây dựng một cột trụ, họ trả thù bằng cách dùng thanh đó để phóng anh ta vào ether.                                                                              |                         |                     |